# Ravādānaq
Ravādānaq (persiska: روادانق, Ravārānaq) är en ort i Iran.   Den ligger i provinsen Östazarbaijan, i den nordvästra delen av landet, 500 km nordväst om huvudstaden Teheran. Ravādānaq ligger 1 845 meter över havet och antalet invånare är 186.
Terrängen runt Ravādānaq är kuperad åt nordväst, men åt sydost är den platt. Terrängen runt Ravādānaq sluttar söderut. Runt Ravādānaq är det ganska glesbefolkat, med 27 invånare per kvadratkilometer. Närmaste större samhälle är Gūyjeh-ye Solţān, 8,7 km sydost om Ravādānaq. Trakten runt Ravādānaq består i huvudsak av gräsmarker.